# فورت‌وین (ایندیانا)
فورت‌وین، ایندیانا (به انگلیسی: Fort Wayne, Indiana) یک شهر در ایالات متحده آمریکا با جمعیت ۲۵۳٬۶۹۱ نفر است که در ایندیانا واقع شده‌است.